# Chasuble
Cet article concerne le vêtement religieux. Pour les autres types de chasuble, voir Chasuble (homonymie).

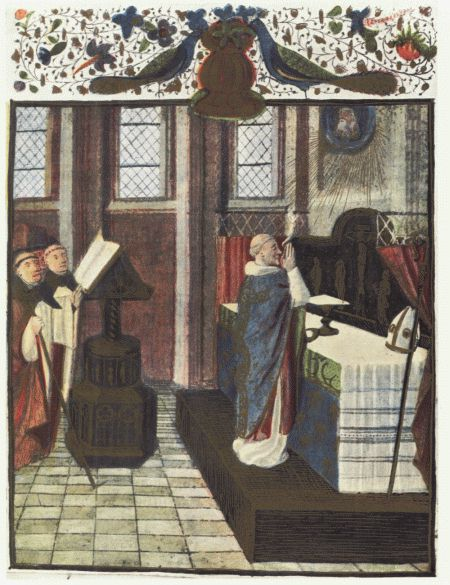
Une chasuble au XVe siècle.

La chasuble est un vêtement sacerdotal à deux pans et sans manche avec une ouverture pour la tête, que le prêtre revêt par-dessus l'aube et l'étole pour célébrer la messe, ou d'autres actions liturgiques précédant ou suivant immédiatement la messe.

## Origine et historique
Le mot vient du latin casula, qui signifie « manteau sans manches ». On l'appelle également pænula en latin (comme le manteau que l'apôtre Paul avait oublié à Troas lors d'un de ses voyages). C'était en effet, à l'origine, une vaste rotonde qui enveloppait complètement le prêtre, appelée chasuble romane ou chasuble cloche. Au centre, il y avait un trou pour passer la tête et on la relevait sur les bras pour dire la messe. 
À force de l'enrichir de parements, de broderies, de fils précieux (or, argent), le tissu s'est épaissi et la pliure est devenue impossible, le vêtement incommode : il fallait deux assistants à chacun des prélats lors du sacre royal à Reims pour soutenir les pans des vêtements.

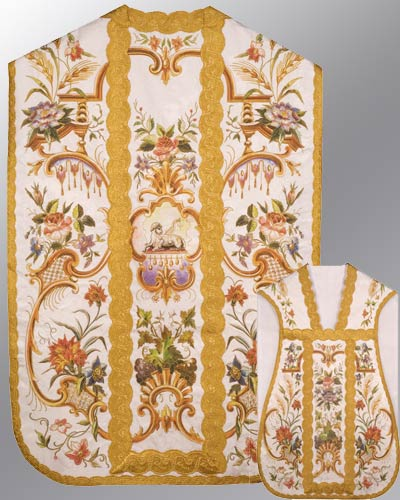
Les deux faces d'une chasuble baroque richement décorée.

On a donc échancré les côtés, aboutissant à Rome aux XVIIe et XVIIIe siècles à une forme s'éloignant nettement de l'antique planeta, la chasuble romaine, parfois appelée « baroque », souvent très épaisse et ornée,. La forme variait légèrement selon les pays. En France, on pouvait en voir dans les églises majeures pour les grandes cérémonies, les petites paroisses, souvent pauvres, adoptant une forme plus réduite encore, comme celle que l'on peut voir sur les représentations du Curé d'Ars. Appelée familièrement « boite à violon » ou chasuble « violon » en raison de la forme de sa partie antérieure, très étroite au niveau de la poitrine, qui n'était suspendue que par deux petites bandes de tissu, sa partie postérieure ne dépassait guère la largeur des épaules. En Espagne, la partie postérieure de la chasuble, comme sa face antérieure, se rétrécissait légèrement au-dessous des épaules pour s'évaser et s'arrondir en son bas.    

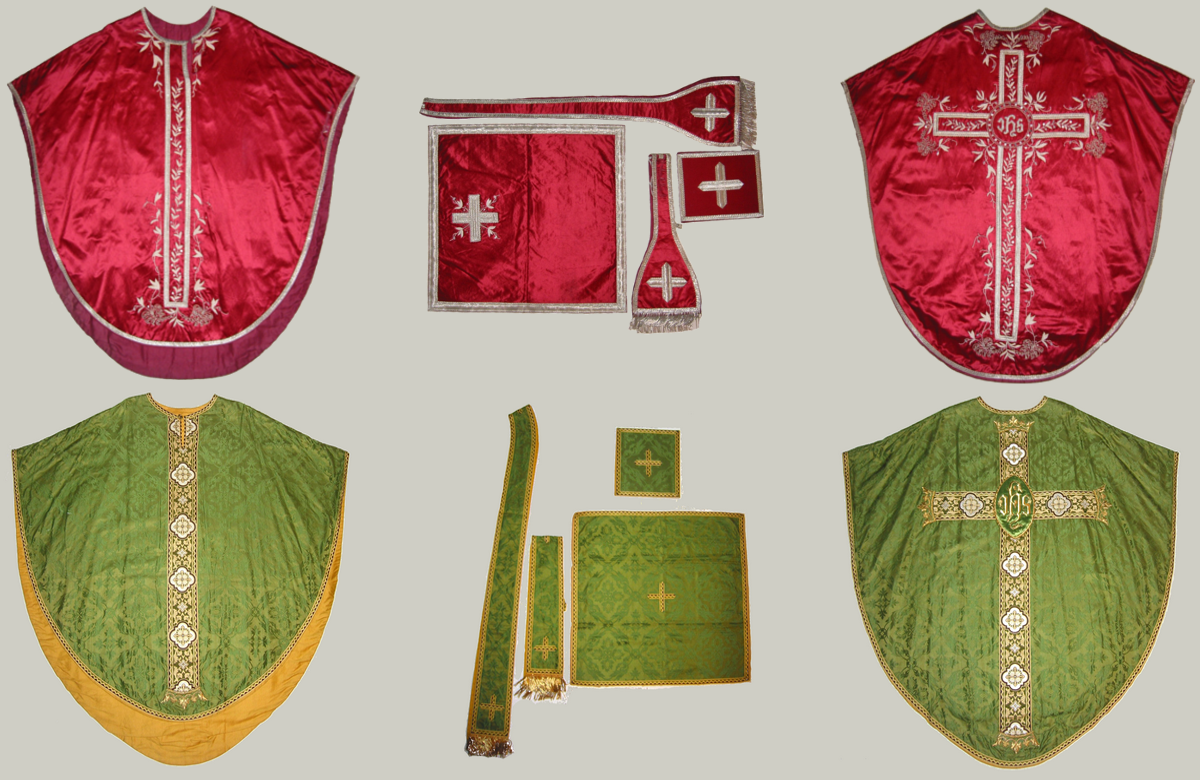
Chasubles « semi-gothiques ».

Le diocèse de Moulins, qui fut parmi les premiers diocèses français à adopter le rite romain au cours du XIXe siècle, avait choisi, avec une autorisation spéciale du Saint-Siège, une forme inspirée d'anciennes chasubles romanes qui existaient avant la chasuble « baroque », telle qu'on peut en voir sur les illustrations du liturgiste Batholomée Gavantus au XVIe siècle. Retrouvant une forme ovale parfois qualifiée de « semi-gothique », souvent ornée d'une croix latine dans le dos et d'une simple bande à l'avant, elle était un peu moins ample que celle qui lui succédera en France quelques décennies plus tard. Pour ce diocèse, la face avant de la chasuble « doit mesurer cent cinq centimètres de haut et l’arrière, cent vingt centimètres. Cinquante centimètres séparent le haut des épaules de l’extrémité, l’envergure est alors à peu près égale à un mètre ».

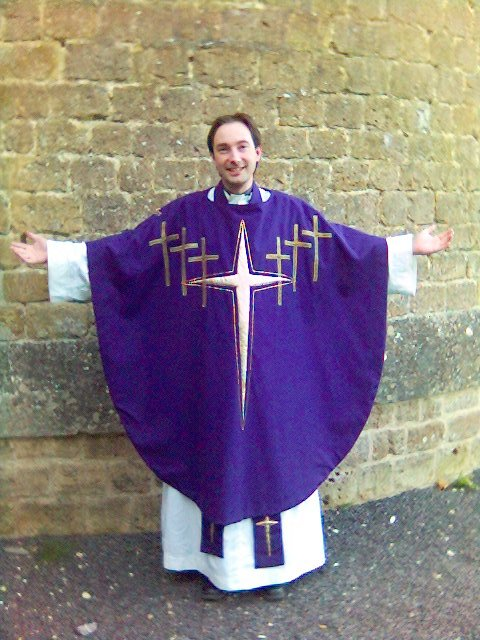
Une chasuble moderne.

Ce retour à une forme plus ancienne marque les prémices d'un renouveau liturgique qui, au début du XXe siècle, va aboutir à l'utilisation de tissu souple et de formes inspirées des illustrations médiévales, donnant naissance à la chasuble dite « gothique ». C'est elle qui était majoritairement utilisée en France avant la réforme liturgique de Vatican II, parfois en concurrence avec les chasubles romaines des grandes fêtes ou des funérailles. 
Depuis la réforme liturgique, en France, les chasubles romaines perdure, dans les deux cas de la célébration de la forme tridentine (maintenant « extraordinaire ») du rite romain. Le tissu utilisé actuellement pour la confection des chasubles est devenu très souple, souvent sans doublure, les ornements légers, et la forme s'est rapprochée (à plat) de l'ovale, sans couture sur les manches, comme les chasubles romanes.
Dans les rites orientaux, la chasuble a presque toujours conservé sa forme originelle, mais fendue en avant, ce qui lui donne l'aspect du pluvial des rites latins.

## Utilisation liturgique

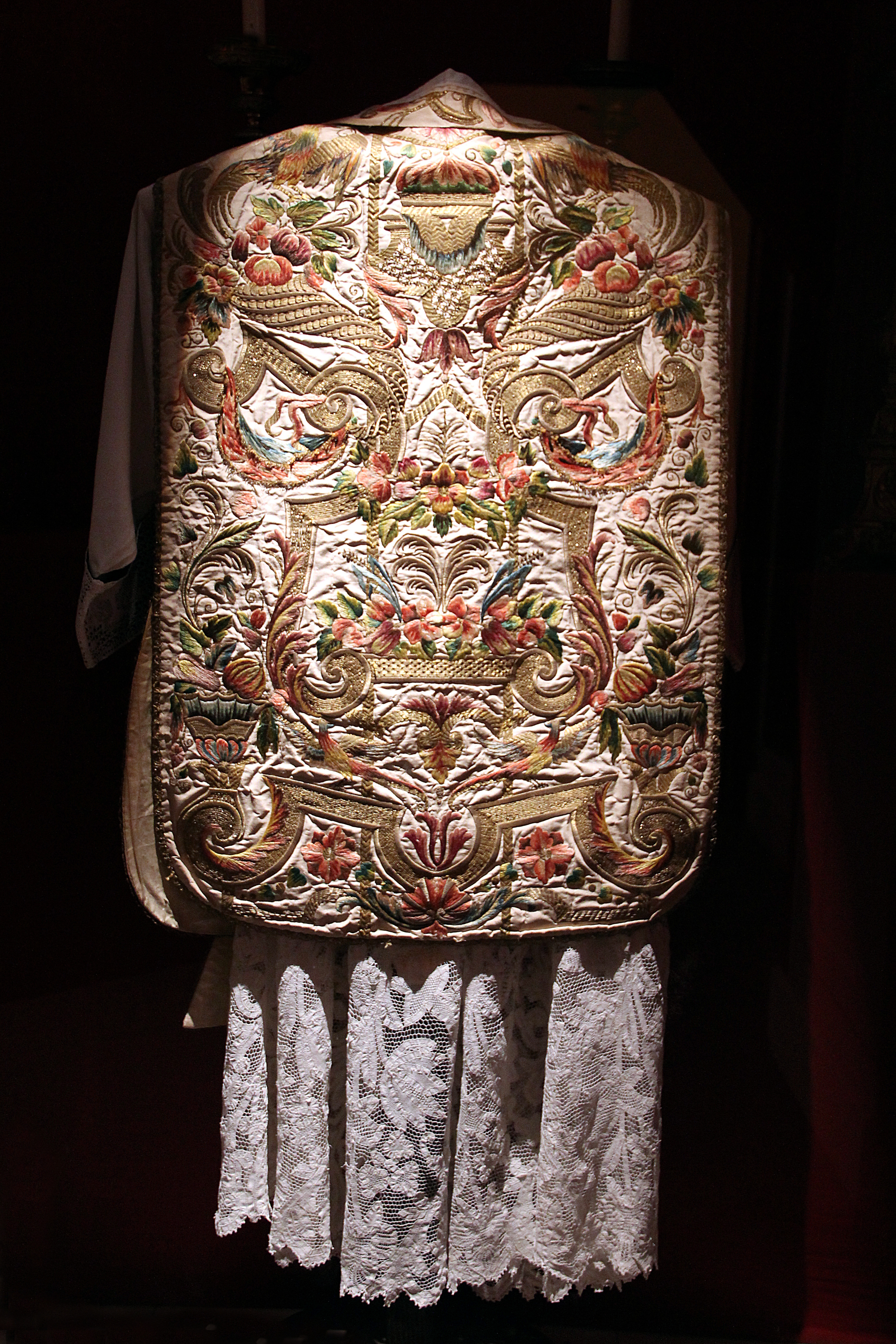
Chasuble brodée du XVII faisant partie des collections du château de Vaux-le-Vicomte.

La chasuble symbolise la charité, l'amour du Seigneur, qui doit envelopper le prêtre et le joug du Seigneur.
Sa couleur, dans le rite romain, varie en fonction du temps liturgique : rouge, blanc, vert, violet ; le noir est permis aux messes des défunts, là où c’est la coutume, et le rose, là où c’est l’usage, deux fois par an ;  aux jours les plus solennels, on peut employer des vêtements liturgiques festifs et particulièrement beaux, même s’ils ne sont pas de la couleur du jour (par exemple, le drap d'or ou d'argent). Les relatives normes se trouvent dans la Présentation Générale du Missel Romain.

## Chasuble pliée
Dans la forme tridentine du rite romain, à l'ordination, le nouveau prêtre reçoit d'abord la chasuble pliée dans le dos. Ce n'est qu'ensuite, lorsqu'il fait promesse d'obéissance à l'évêque que celle-ci est dépliée : c'est le signe que les pouvoirs soumis à juridiction lui sont accordés - confession et prédication.
Aux temps de pénitence, dans les grandes églises, la dalmatique du diacre et la tunique du sous-diacre étaient remplacées, jusqu'à la réforme des rubriques romaines par le pape Jean XXIII, en 1960, par des chasubles violettes (ou noires le vendredi saint), pliées en avant ou coupées vers le milieu de la partie antérieure.